# Karlsen Rock
Der Karlsen Rock ist ein unter dem Meeresspiegel befindlicher Rifffelsen im Archipel der Südlichen Orkneyinseln. Er liegt 16 km nordnordwestlich des Penguin Point von Coronation Island.
Der norwegische Walfängerkapitän Petter Sørlle kartierte und benannte ihn, als er zwischen 1912 und 1913 die Gewässer um die Südlichen Orkneyinseln ansteuerte. Namensgeber ist vermutlich Axel Karlsen, ein norwegischer Harpunier.